# 雅罗碘泡虫
雅罗碘泡虫（学名：Myxobolus leuciscusi）为碘泡科碘泡虫属的动物。在中国，分布于内蒙古等，营寄生生活，寄生在东北雅罗鱼的肾、脾、胆囊、输尿管。